# Сукіман Вірьосанджойо
Сукіман Вірьосанджойо (індонез. Soekiman Wirjosandjojo; 1898—1974) — індонезійський політик, член партії Машумі, міністр оборони, міністр охорони здоров'я, міністр внутрішніх справ та прем'єр-міністр країни. Також був членом Надзвичайного уряду Республіки Індонезії.